# Antrodiella
Antrodiella là một chi nấm trong họ Phanerochaetaceae. Chi này có khoảng 50 loài. Các loài gồm A. citrea của Úc.

## Loài
- Antrodiella canadensis
- Antrodiella citrea
- Antrodiella ellipsospora
- Antrodiella faginea
- Antrodiella fissiliformis
- Antrodiella flava
- Antrodiella foliaceodentata
- Antrodiella fragrans
- Antrodiella genistae
- Antrodiella hoehnelii
- Antrodiella incrustans
- Antrodiella induratus
- Antrodiella leucoxantha
- Antrodiella multipileata
- Antrodiella murrillii
- Antrodiella onychoides
- Antrodiella pachycheiles
- Antrodiella parasitica
- Antrodiella rata
- Antrodiella romellii
- Antrodiella semisupina
- Antrodiella subcrassa
- Antrodiella thompsonii
- Antrodiella versicutis
- Antrodiella zonata